# Aleksander Bergman
Aleksander Zygmunt Bergman (ur. 1849 na Suwalszczyźnie, działał po 1880) – polski aktor i przedsiębiorca teatralny.

## Kariera teatralna
Kształcił się w Szkole Dramatycznej w Warszawie. Debiutował w 1867 w Radomsku w zespole Antoniego Raszewskiego. W kolejnych latach występował w zespołach teatrów prowincjonalnych: Feliksa Leona Stobińskiego (1875-1877), Alojzy Bucholtz (1876), Mieczysława Krauzego (1876), Bolesława Kremskiego i Hipolita Wójcickiego (1878-1880), Władysława Gostyńskiego (1878), a także w warszawskim teatrze ogródkowym "Eldorado". W 1877 r. debiutował w Warszawskich Teatrach Rządowych, ale nie został zaangażowany. Wystąpił m.in. w rolach: Wacława (Stara romantyczka), Birbanckiego (Dożywocie), Papkina (Zemsta), Franciszka Moor'a (Zbójcy), Seweryna (Pan Damazy), Edmunda (Damy i huzary) i Czesława (Nikt mnie nie zna). Od stycznia do maja 1879 r. samodzielnie kierował zespołem teatralnym, wraz z którym występował w Siedlcach, Puławach, Dęblinie i Zamościu.

## Życie prywatne
Jego żoną była aktorka teatralna Maria z domu Borejko.